# Castillo de Beeston
El Castillo de Beeston es un castillo que se encuentra localizado en la localidad de Beeston, Cheshire, Inglaterra, Reino Unido. Este está situado en una posición elevada, sobre un peñasco de roca de arenisca de unos 110 metros de altura sobre la llanura de Cheshire. Fue construido en los años 1220 por Ranulph de Blondeville, 6.º conde de Chester, a su vuelta de las cruzadas. En 1237, Enrique III de Inglaterra tomó posesión de Beeston y el castillo fue mantenido en buenas condiciones hasta el siglo XVI, cuando se tomó la decisión de ya no emplearlo para usos militares, aunque fue usado de nuevo en 1643, con el motivo de la guerra civil inglesa. El castillo fue demolido parcialmente en 1646 para evitar que fuera usado nuevamente como una fortaleza. En el siglo XVIII el lugar fue usado como cantera.
Se rumorea que en los jardines del castillo permanece enterrado un tesoro perteneciente a Ricardo II de Inglaterra, pero ninguna de las numerosas búsquedas que se han llevado a cabo han dado con ninguna señal del mismo. El castillo, ahora en ruinas, está clasificado como Grado I (Grade I) en la lista de edificios del Reino Unido, calificado como edificio antiguo protegido (Monumento planificado), y es propiedad de English Heritage.

## Prehistoria

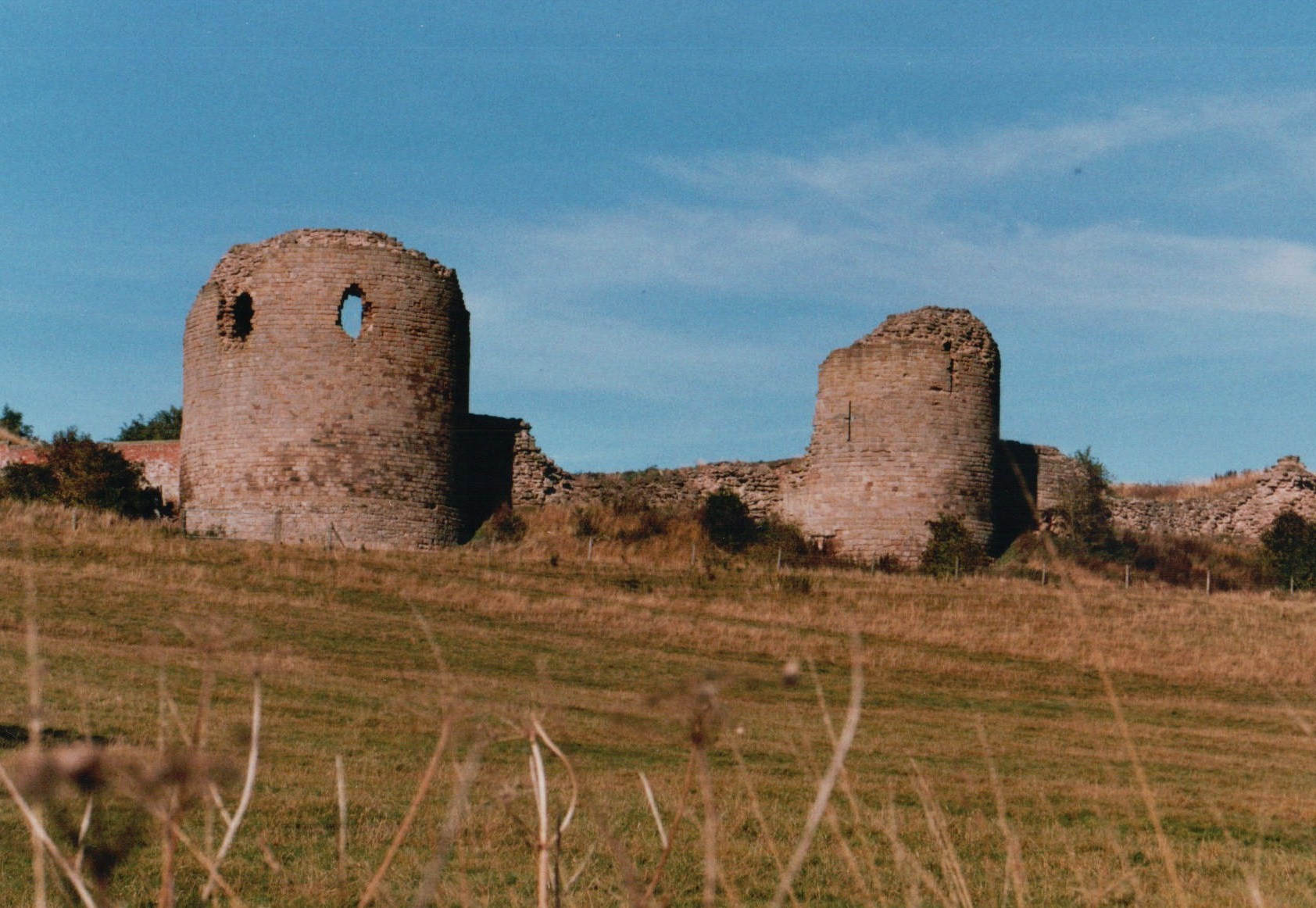
Two towers of the ruined Chartley Castle

El risco de Beeston forma parte de una cadena de colinas rocosas que se extiende a lo largo de la llanura de Cheshire. Los arqueólogos han descubierto puntas de flechas de sílex en el risco que datan del Neolítico, así como restos de un asentamiento de la Edad de Bronce, datado sobre el año 800 a. C., y un castro de la Edad de Hierro datado alrededor del año 400 a. C. La situación de los muros de la parte exterior de la mota feudal fue elegida para sacar provecho de los restos de los muros de la Edad de Hierro.

## Diseño

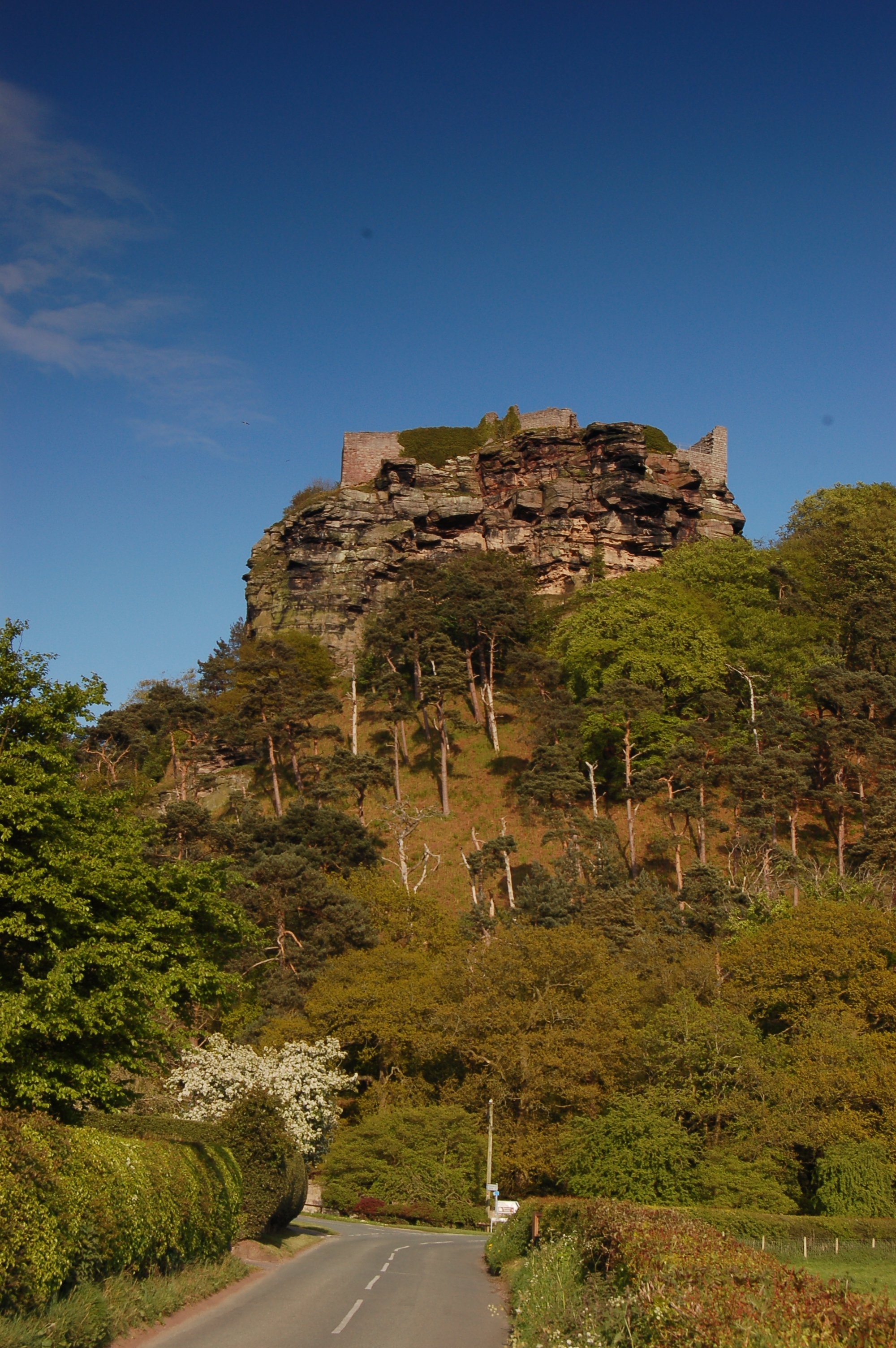
El castillo está construido sobre un risco de 110 metros de altura sobre la llanura de Cheshire

El castillo de Beeston fue construido por Ranulph de Blondeville, sexto conde de Chester, como una fortaleza inexpugnable y símbolo de poder. El castillo es descrito en documentos medievales como Castellum de Rupe, el castillo en la roca. Junto al castillo de Bolingbroke, en Lincolnshire, fue uno de los dos castillos importantes construidos por Ranulph en los años 1220, poco después de su regreso de la quinta cruzada. A diferencia de otros muchos castillos de la época, el castillo de Beeston no tiene una mota como última línea defensiva. En lugar de eso, los elementos naturales del terreno junto a los enormes muros, fuertes puertas y torres situadas cuidadosamente, hacen que las murallas exteriores sean una fortaleza en sí mismas. Las defensas tienen dos partes. La primera de ellas es un pequeño recinto amurallado interior, o muralla fortificada, situada en lo alto de la colina, con una pendiente pronunciada en tres de los lados y un foso defensivo de nueve metros de profundidad labrado en la roca del cuarto de los lados. La segunda parte de las defensas, un recinto amurallado exterior, fue construido en la parte baja de la ladera, y cuenta con una enorme casa del guarda protegida por otro foso, este de cinco metros de ancho y tres de profundidad.
El recinto exterior era más o menos rectangular, con los muros revestidos de arenisca y rellenados de escombros, con tres metros de grosor. Las murallas, de las cuales aún quedan algunos restos, tenían algunas torres con forma de D, una innovación en los castillos ingleses de la época. Las torres permitían a los defensores disparar a través hacia adelante, pero por su diseño, con la parte posterior abierta, no ofrecían cobertura en el caso de que los atacantes lograran entrar en el interior del recinto. El recinto interior estaba situado en la cima rocosa, en el extremo oeste del risco.
Se excavaron dos pozos en la roca para suministrar agua fresca a los habitantes del castillo, uno de los cuales, de 113 metros de profundidad, es uno de los pozos más profundos situados en castillos de Inglaterra. Se cree que fue el mismo Ranulph de Blondeville el responsable del diseño del castillo, inspirándose en las fortificaciones que había visto durante el tiempo que pasó en Tierra Santa durante las Cruzadas, aunque no pudo contemplar el castillo terminado.

## Castillo real

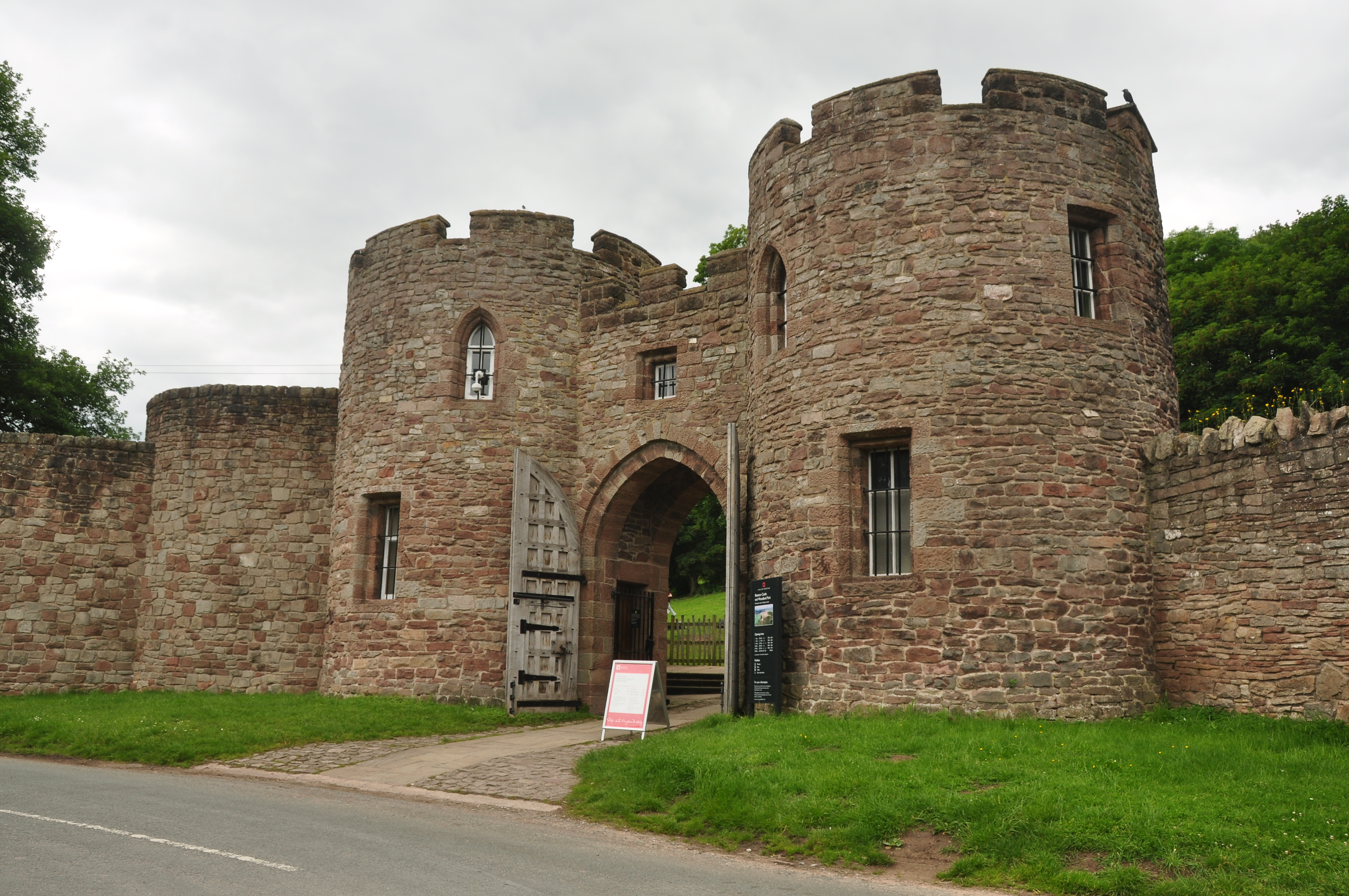
La puerta con barbacanas, del siglo XVIII

Aunque la mayoría de las defensas ya existían en 1232, año de la muerte de Ranulph, en aquel momento aún no existían dependencias ni barracones, y tampoco los había a la muerte de John, el sucesor de Ranulph, en 1237. El conde John murió sin un heredero varón y el rey Enrique III de Inglaterra tomó posesión del condado de Cheshire y por tanto del castillo de Beeston. Enrique III amplió el castillo durante sus guerras contra Gales, siendo usado como prisión para prisioneros galeses. Sin embargo, no se hizo ningún intento de equipar al castillo como residencia permanente con salones y aposentos. Probablemente la guarnición se hospedaba en estructuras de madera situadas en el interior del recinto interior.
En 1254, Enrique III dio Beeston, junto a otras tierras en Cheshire, a su hijo, el príncipe Eduardo, así como el título de conde de Chester, título que desde entonces ha ostentado el heredero al trono de Inglaterra. En 1272, Eduardo fue coronado rey de Inglaterra y completó la conquista de Gales. Durante el reinado de Eduardo y durante el siglo XIV, el castillo de Beeston fue mejorado y mantenido en buen estado. Sin embargo, en el siglo XVI se consideró que el castillo ya no iba a ser usado por la Corona británica y en 1602 fue vendido a sir Hugh Beeston de Beeston Hall.
Han existido persistentes rumores de que un hay un tesoro escondido por Ricardo II de Inglaterra en algún lugar de los jardines. Se supone que Ricardo II escondió parte de sus riquezas en Beeston en su viaje a Chester en 1399, antes de tomar un barco hacia Irlanda para sofocar la rebelión que había estallado en la isla. A su vuelta, Ricardo fue depuesto por Enrique, duque de Lancaster, que reinaría con el nombre de Enrique IV, y se dice que su tesoro ha permanecido oculto. Se han llevado a cabo numerosos registros, la mayoría de ellos en el pozo profundo del recinto amurallado interior, pero nunca se ha encontrado nada.

## Guerra civil

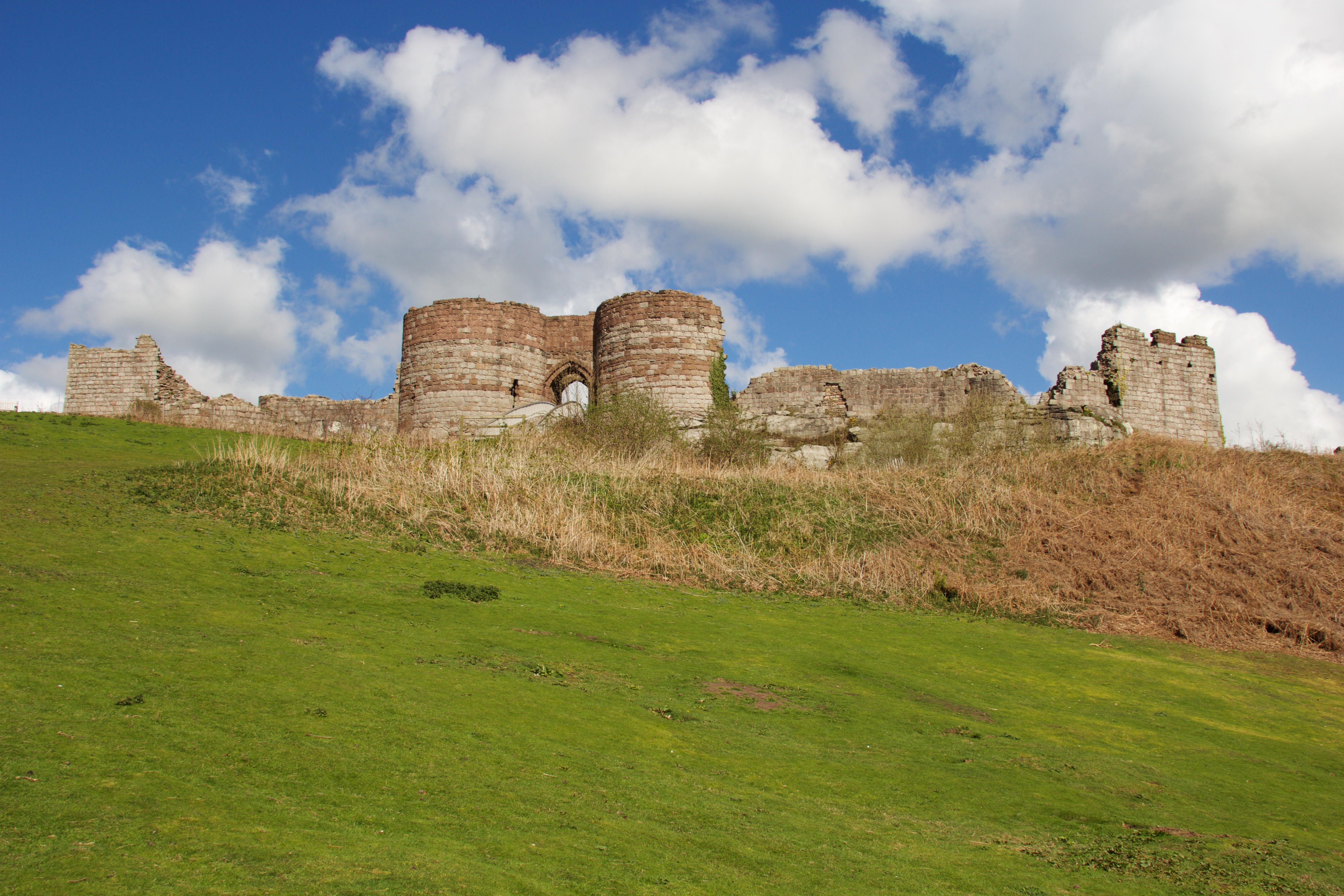
Vista general de las murallas del castillo de Beeston

Durante la guerra civil inglesa volvieron a usarse para fines militares muchos castillos que ya no eran tenidos en cuenta. El 20 de febrero de 1643, fuerzas parlamentaristas comandadas por sir William Brereton tomaron el castillo de Beeston y repararon las murallas y vaciaron el pozo. Durante ese año, parte del ejército real de Irlanda llegó a Chester. La noche del 13 de diciembre, el capitán Thomas Sandford y ocho soldados de ese ejército se introdujeron sigilosamente en el castillo (posiblemente ayudados por algún traidor) y sorprendieron al gobernador del castillo, el capitán Thomas Steele, quien estaba tan desconcertado por el acontecimiento que se rindió con la condición de que le dejaran abandonar el castillo con honores. Steele fue probado y golpeado por su fracaso a la hora de defender el castillo.
Los monárquicos lograron resistir durante un año el asedio de fuerzas parlamentaristas, desde noviembre de 1644 hasta noviembre de 1645, cuando la falta de víveres les obligó a rendirse. En 1646, se celebró un consejo de guerra en Warrington, donde se decidió que las defensas de los castillos de Halton y Beeston debían ser desmanteladas para evitar que fuera usado de nuevo como fortaleza, por lo que el castillo fue parcialmente demolido.

## Periodo posterior

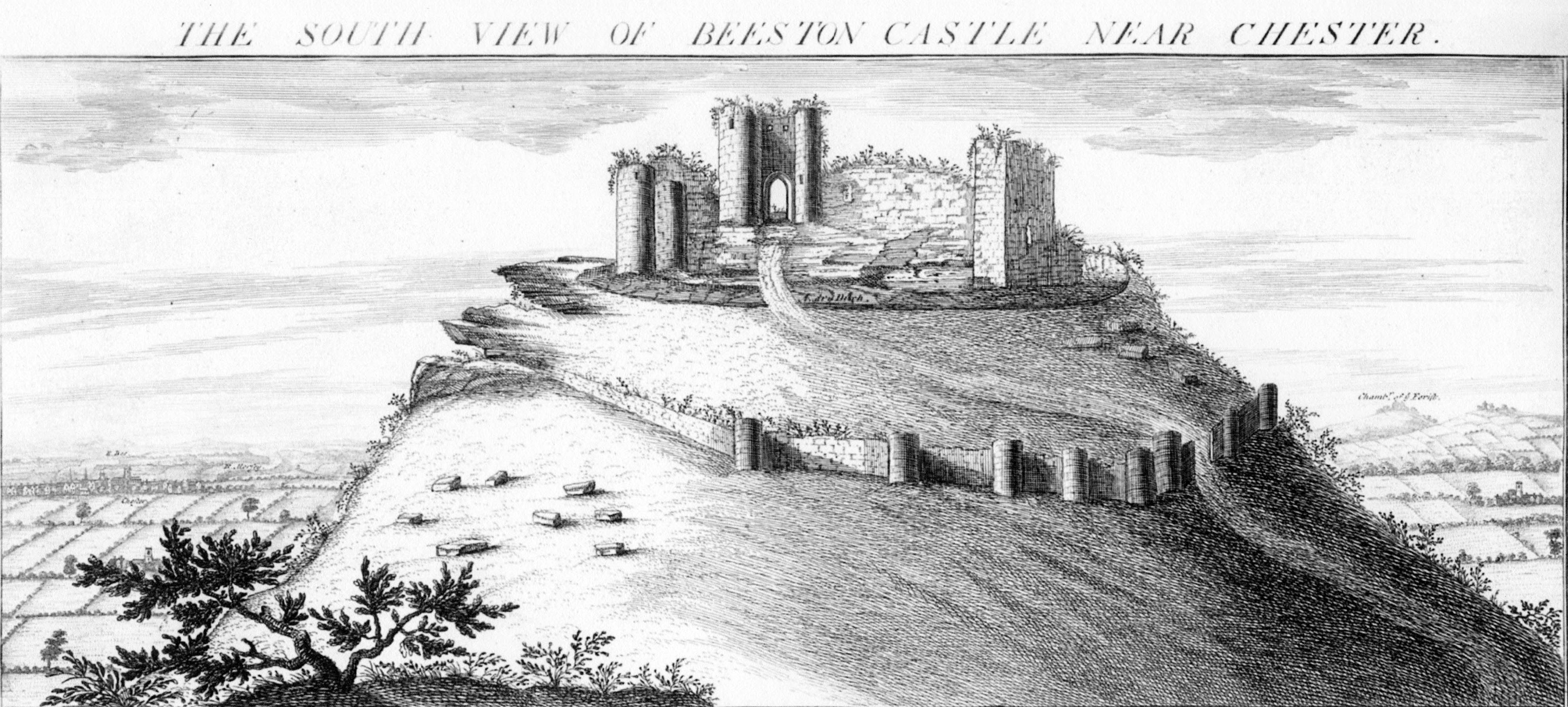
Grabado obra de los hermanos Buck que muestra el castillo de Beeston desde el sur (1727).

Durante el siglo XVIII, los jardines del castillo sirvieron de cantera y la puerta principal del recinto interior fue demolida para construir una pista para que las piedras pudieran ser sacadas del lugar. En 1840, el castillo fue comprado por John Tollemache, primer barón de Tollemache, en aquel momento el principal terrateniente de Cheshire, como parte de una compra mayor. A mediados del siglo XIX, el castillo fue el lugar donde se celebraba una fiesta benéfica de dos días de duración para recaudar dinero para los huérfanos y viudas locales. Parece ser que el acontecimiento llegó a ser bastante popular, llegando a atraer más de 3000 visitantes al día.

## Actualidad

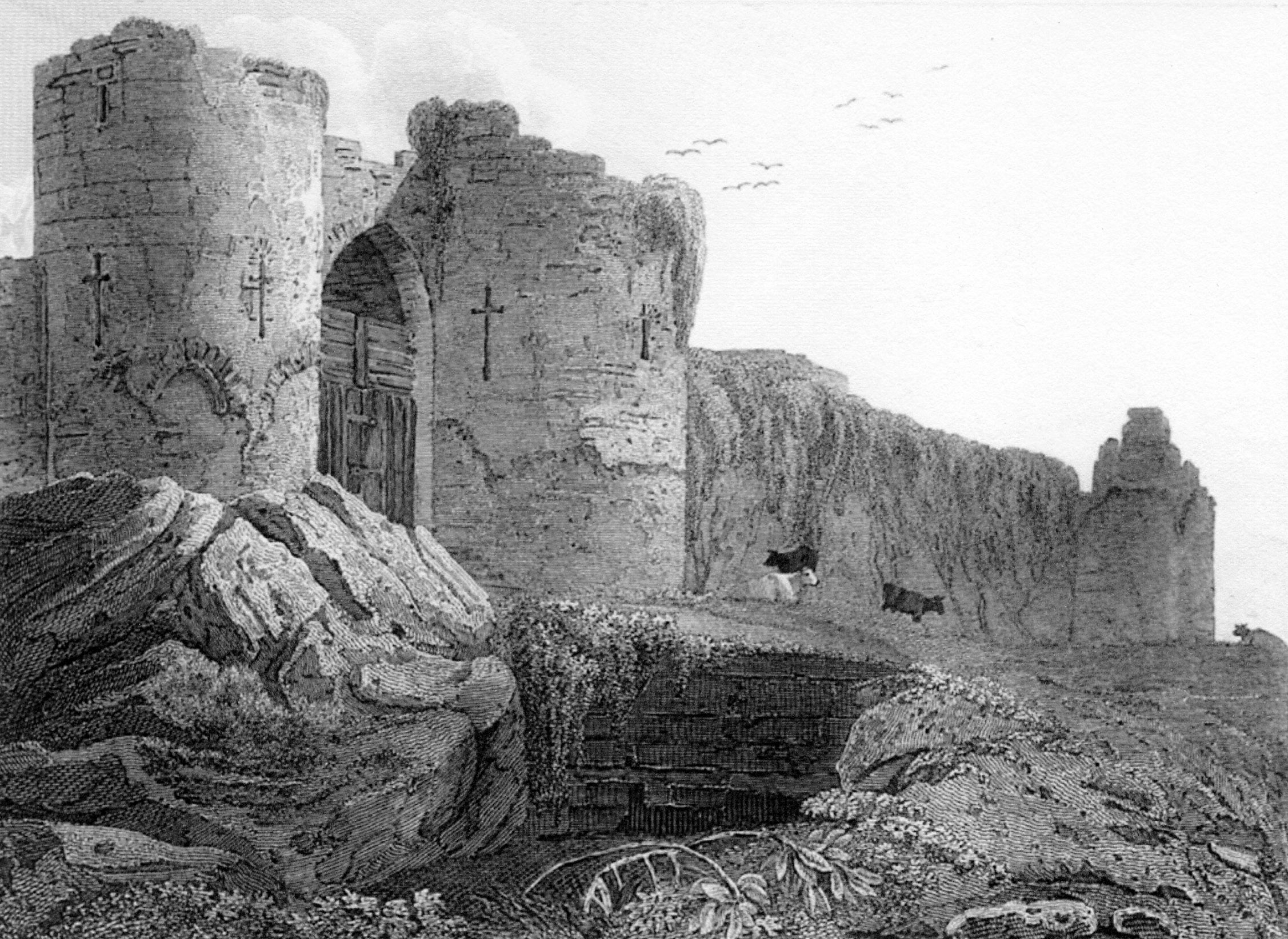
Grabado de 1816 que muestra la entrada al castillo

El castillo es propiedad de English Heritage, y aunque se encuentra en ruinas, las murallas y las torres se encuentran en suficiente buen estado como para proporcionar al lugar una clara visión de cómo debió haber sido en el pasado. El castillo está abierto al público y cuenta con un pequeño museo y un centro de visitantes. En el siglo XIX, Tollemache edificó una casa para el guarda y fue ampliada en el siglo XX. La casa del guarda tiene dos pisos, con dos torres circulares en cada lado del arco central. El castillo está clasificado como edificio de Grado I (Grade I) en la lista de edificios del Reino Unido, mientras que la casa del guarda está clasificada como Grado II (Grade II).
El castillo de Beeston es uno de los castillos de Inglaterra con una de las vistas más espectaculares, extendiéndose por ocho condados desde los Peninos al este hasta las montañas de Gales al oeste.